# José Rossi
 (septembre 2015).
Si vous disposez d'ouvrages ou d'articles de référence ou si vous connaissez des sites web de qualité traitant du thème abordé ici, merci de compléter l'article en donnant les références utiles à sa vérifiabilité et en les liant à la section « Notes et références ».
Pour les articles homonymes, voir Rossi.
José Rossi, né le 18 juin 1944 à Ajaccio, est un homme politique français.

## Biographie

### Jeunesse et études
Jean Rossi effectue ses études secondaires au lycée Fesch d'Ajaccio. 
Il est diplômé de l'Institut d'études politiques de Paris (1966, section Service Public) et docteur en droit public (1972). 

### Parcours professionnel
Ancien membre de cabinets ministériels, notamment ceux de Joseph Fontanet et de Simone Veil, il s'est engagé tôt dans la vie politique de la Corse. Il a occupé de nombreux mandats : maire, conseiller général, conseiller à l'Assemblée de Corse et député. Il a été également Ministre.
- Président du conseil général de la Corse-du-Sud de 1985 à 1998, il a contribué au développement économique du département et en particulier de la rive sud du golfe d'Ajaccio.
- Ministre de l'Industrie, des Postes et Télécommunications et du Commerce extérieur d'octobre 1994 à mai 1995, durant la seconde cohabitation dans le gouvernement Édouard Balladur.
- Président de l'Assemblée de Corse de 1998 à 2004.
- Président de l'Agence de développement économique de la Corse (2004 - 2006)

José Rossi s'est toujours battu en faveur de la reconnaissance de la spécificité de la Corse au sein de la République. Il a été rapporteur du projet de loi relatif au statut de la Corse en 1991 (loi Joxe) et a été un des acteurs importants du "processus de Matignon" qui a débouché notamment sur un Plan d'équipement et d'investissement. José Rossi a toujours défendu la ligne de l'autonomie considérant que la Corse, si elle devait rester française, ne pouvait pas être gérée depuis Paris.
Proche de François Léotard, il partage l'idée du fédéralisme. Il a ainsi poussé à l'introduction d'un pouvoir réglementaire autonome, faculté qui n'a pas été utilisée par la collectivité territoriale de Corse.
Du fait des divisions à droite, il n'est pas en mesure de conserver son poste de président après les élections territoriales de 2004 et doit se contenter de la présidence de l'Office du développement économique.
En 2003, il soutient le oui pour le référendum sur la réforme institutionnelle en Corse.
Député de la Corse-du-Sud de 1988 à 2002. Il a été  président du groupe Démocratie libérale à l'Assemblée nationale de 1998 à 2000. Ce groupe comprenait 43 députés dont Claude Goasguen, Pascal Clément, François d'Aubert, Dominique Bussereau, Nicolas Forissier, François Goulard, Alain Madelin, Nicole Ameline. Le secrétaire général du groupe était Philippe Crevel. Proche des centristes et d'Alain Madelin, José Rossi a toujours défendu les valeurs libérales et sociales. Il souhaitait ranimer les Indépendants, parti dont était membre Valéry Giscard d'Estaing, dans l'esprit des années 1960 et 70.
Il perd son siège de député en 2002, recueillant 42,93 % des suffrages exprimés contre le divers gauche Simon Renucci.
En décembre 2001, sur demande  expresse du Préfet Bonnet après l'affaire des Paillotes qui s'est soldée par l'incendie réalisée par un commanditaire du Préfet de la paillote "Chez Francis", José Rossi est condamné, en première instance, à 22 000 euros d'amende , à deux ans d'inéligibilité. Après pourvoi en cassation, son jugement est confirmé en juin 2006 par le tribunal de Bastia mais les peines sont réduites  à six mois de prison avec sursis et un an d'inéligibilité. Il lui a été reproché une mauvaise affectation de crédits destinés à la réinsertion des Rmistes. En lieu et place d'être affectés à la section amateur de clubs sportifs, ils ont bénéficié aux sections professionnelles. Ce transfert avait été réalisé avec l'accord du préfet de l'époque, Claude Erignac.
Il est  candidat aux élections municipales de mars 2008, toujours contre Simon Renucci. La liste qu'il conduit recueille 8,68 % des suffrages exprimés au premier tour, après quoi José Rossi se rallie à la liste UMP de Paul Ruault sans demander à y être intégré.
José Rossi est candidat à l'Assemblée territoriale de Corse du 6 et 13 décembre 2015 et conduit la liste investie par les Républicains et l'UDI. Il a le soutien du député maire d'Ajaccio de l'époque, Laurent Marcangeli et  du député de Haute Corse, Sauveur Gandolfi-Scheit. Il défend l'idée que face au grandes régions du Continent, la Corse doit être défendu et fortement représentée à Paris comme à Bruxelles. Sa liste après fusion avec celle de Camille de Rocca Serra arrive en troisième position au second tour. Il préside le Groupe du Rassemblement, le premier groupe d'opposition à l'Assemblée territoriale de Corse présidée par Jean-Guy Talamoni. 
Par ailleurs, il préside un club de réflexion « Corse prospective » qui réunit des dirigeants économiques de Corse.